# Bonfiglio de Oliveira
Bomfiglio de Oliveira (Guaratinguetá, 27 de setembro de 1894 — Rio de Janeiro, 16 de maio de 1940) foi um compositor e trompetista brasileiro. Foi contemporâneo de Pixinguinha e compôs choros, marchas e valsas.

## Biografia
Foi eleito um dos melhores trompetistas do mundo, por críticos europeus. Seu primeiro instrumento é o bumbo, que aprende a tocar ainda criança. Tem aulas de trompete com o maestro local e, por volta de 1906, começa a tocar na banda da qual seu pai é contrabaixista. Também integra a banda do colégio em que estuda. Recebe as primeiras lições de composição e regência e logo assume a direção do conjunto colegial. Em homenagem ao diretor da escola, escreve sua primeira composição, o dobrado Padre Frederico Gióia.
Conclui os estudos na cidade de Piquete, São Paulo, onde monta uma banda com a qual excursiona por cidades vizinhas. Por volta de 1912, convidado pelo maestro Lafaiete Silva (c. 1878-c.1940) para integrar a orquestra do Cinema Ouvidor, muda-se para o Rio de Janeiro. Frequenta as rodas de choro da cidade e passa a morar na Pensão Viana, o conhecido casarão do pai de Pixinguinha, com quem Bomfiglio estabelece profunda amizade.
Em 1913, integra o conjunto Choro Carioca, do qual também fazem parte Pixinguinha (1897-1973) e Candinho do Trombone (1879-1960). Com o grupo, grava a valsa “Rosecler” e a polca “Guará”, ambas de sua autoria. Toca contrabaixo e trompete em orquestras de cinema e teatro, e integra a Orquestra da Sociedade de Concertos Sinfônicos. Frequenta o Conservatório Musical do Rio de Janeiro, do qual se torna professor de trompete. Também atua em diversos grupos e ranchos carnavalescos, como Grupo do Caxangá, União da Aliança, Ameno Resedá e Recreio das Flores.
Em 1922, integra com Pixinguinha a jazz-band Oito Batutas, com a qual excursiona pela Argentina. Toma parte da Companhia Negra de Revistas e da Ba-Ta-Clan Preta, trupes formadas por artistas negros. Em 1933, viaja para Portugal com a jazz-band da Companhia Tro-Lo-Ló. No ano seguinte, sua marchinha “Carolina”, parceria com Hervé Cordovil (1914-1979), é sucesso no carnaval. Igualmente exitosos são o samba “Mariana”, com letra de Lamartine Babo (1904-1963), e a marcha “Onde Você Mora”, composta com Valfrido Silva (1904-1972). Compõe canções baseadas em motivos populares para a trilha do filme O Jovem Tataravô (1936), de Luís de Barros (1893-1981).
Apresenta-se na Itália, França e Espanha com a orquestra do Cassino Atlântico e é apontado por críticos europeus como um dos maiores trompetistas do mundo. Ainda nos anos 1930, atua como instrumentista e diretor de orquestra nas emissoras Educadora, Mayrink Veiga e Phillips, além de tomar parte no Grupo da Guarda Velha e na Orquestra Diabos do Céu, regidos por Pixinguinha.
Deixa mais de 50 composições, algumas gravadas por conhecidos cantores e instrumentistas. Em 1972, sua marcha “Mais uma Estrela”, composta com Herivelto Martins (1912-1992), é regravada por Nara Leão (1942-1989) para o filme Quando o Carnaval Chegar (1972), de Cacá Diegues (1940).  Em 1979, o Museu da Imagem e do Som do Rio de Janeiro lança o disco Bomfiglio de Oliveira Interpretado por Copinha e Seu Conjunto. Em 2002, o selo Revivendo reúne as gravações de seus principais sucessos, alguns interpretados pelo próprio compositor, no disco Bomfiglio de Oliveira – Compositor e Trompetista de Ouro.
Em abril de 2024, o professor e historiador Antônio Figueiredo Júnior lançou em Guaratinguetá o livro "Bomfiglio de Oliveira, O Piston Mágico do Brasil", uma biografia com detalhes da trajetória do artista. 